# Omphacodes vivida
Omphacodes vivida là một loài bướm đêm trong họ Geometridae.